# ユーリ・エゴロフ
ユーリー・アレクサンドロヴィチ・エゴロフ（露: Ю́рий Алекса́ндрович Его́ров, 英: Youri Aleksandrovich Egorov、1954年5月28日 - 1988年4月16日）は、旧ソ連のピアニスト。

## 経歴
カザンに生まれる。6歳から17歳までカザン音楽院に学ぶ。
1971年に17歳でロン＝ティボー国際コンクールで4位入賞。その後モスクワ音楽院で6年間ヤコフ・ザークに師事。1974年にチャイコフスキー国際コンクールのピアノ部門で第3位に入賞、ブロンズ・メダルを獲得。1975年にはベルギーのエリザベート王妃国際音楽コンクールで3位入賞。
1976年、ソヴィエト体制に抑圧されているとの実感から、ローマで演奏旅行中に亡命を敢行。1977年にはヴァン・クライバーン国際ピアノコンクールに参加、最終選考に残らなかったものの、聴衆の支持を得る。落胆した聴衆の中には、怒りのあまり審査員に詰め寄って、優勝者と同じ1万ドルの賞金をエゴロフに授与すべきだと言い出す者さえ現れた。
1978年1月23日にニューヨーク・デビューを果たす。それから3日後のシカゴ・デビューは、批評筋から「世紀のデビュー」になぞらえられた。『ミュージカル・アメリカ・マガジン』誌 1978年7月号は、エゴロフを「今月の音楽家」に選んでいる。同年12月16日にはカーネギー・ホールにデビューし、その演奏はライヴ録音により残された。ハロルド・ショーンバーグはニューヨーク・タイムズ紙に寄稿して、エゴロフは「自由闊達なロマン様式の演奏をし、その解釈は、実に多くのコンクール勝利者たちとから全くかけ離れたものである」と述べた。
1979年8月に、エゴロフの2枚のアルバムがビルボード誌上において、クラシックのベストセラーLPとして言及された。
1980年代はもっぱらヨーロッパで演奏活動を行ない、アメリカ合衆国での最後のステージは、1986年・フロリダ州のリサイタルだった。
オランダに亡命し、西側でゲイであることをカミングアウトした。1988年、アムステルダムにてエイズによる合併症のため死去、33歳。没年までに14点の録音を制作しており、さらにいくつかのリリースが待たれているところだった。

## 遺産
エゴロフは、イライズ・マック(w:Elyse Mach)が編纂した本 "Great Contemporary Pianists Speak for Themselves" の中で、博士のインタビューに応じて、リハーサルや、演奏前のあがり症、ソヴィエト・ロシアにおける芸術の抑圧、そして同性愛について語った。
影響を受けたピアニストとして、リヒテル、リパッティ、ミケランジェリ、ホロヴィッツ、グールドの名を挙げている。
バッハやスカルラッティのようなバロック音楽から、バルトークやプロコフィエフ、ショスタコーヴィチやババジャニアンなどの20世紀音楽まで、エゴロフのレパートリーは広かったが、サヴァリッシュと共演したベートーヴェンのピアノ協奏曲第5番「皇帝」や、「謝肉祭」をはじめとするシューマンの一連のピアノ曲、ドビュッシーの「前奏曲集」の録音が、よく知られている。